# 陣內貴美子
陣內貴美子（日语：／ Jinnai Kimiko，1964年3月12日—），日本已退役女子羽球運動員、體育記者，出生於熊本縣八代市。

## 簡歷
陣內貴美子與北田スミ子一起獲得1986年亞洲運動會羽毛球比賽女子雙打銅牌，這是她首次獲得國際主要賽事單項的獎牌。她與森久子一起參加1992年夏季奧林匹克運動會羽毛球比賽女子雙打項目。在第一輪比賽中，兩人以2:1戰勝了丹麥的佩妮萊·杜邦和格蕾特·摩根森。但是下一輪中，她們輸給來自中國的林燕芬和姚芬，獲得了第9名。
在全日本綜合羽球錦標賽方面，陣內貴美子於1984年首次獲得冠軍，他與工士恭司搭檔混合雙打。1988年起，她與森久子連續獲得三屆女子雙打冠軍。她與森久子也參加了1991年全英羽球公開錦標賽，在決賽中輸給了韓國的鄭素英與黃惠英組合。
在結束職業運動員生涯之後，她成為體育記者。2000年，她與職業棒球選手金石昭人結婚。